# 巴爾加斯市 (塔奇拉州)

巴爾加斯市（西班牙語：Municipio Vargas），是委內瑞拉的一個市，位於該國西南部塔奇拉州，首府設於埃爾科夫雷，面積266平方公里，海拔高度2,200米，2011年人口9,325，人口密度每平方公里35.06人。